# Hemerodromia maculata
Hemerodromia maculata är en tvåvingeart som beskrevs av Vaillant 1968. Hemerodromia maculata ingår i släktet Hemerodromia och familjen dansflugor. Inga underarter finns listade i Catalogue of Life.